# Скарионе, Эсекьель
Эсекьель Оскар Скарионе (исп. Ezequiel Óscar Scarione; родился 14 июля 1985 года, Буэнос-Айрес, Аргентина) — аргентинский футболист, полузащитник.

## Клубная карьера

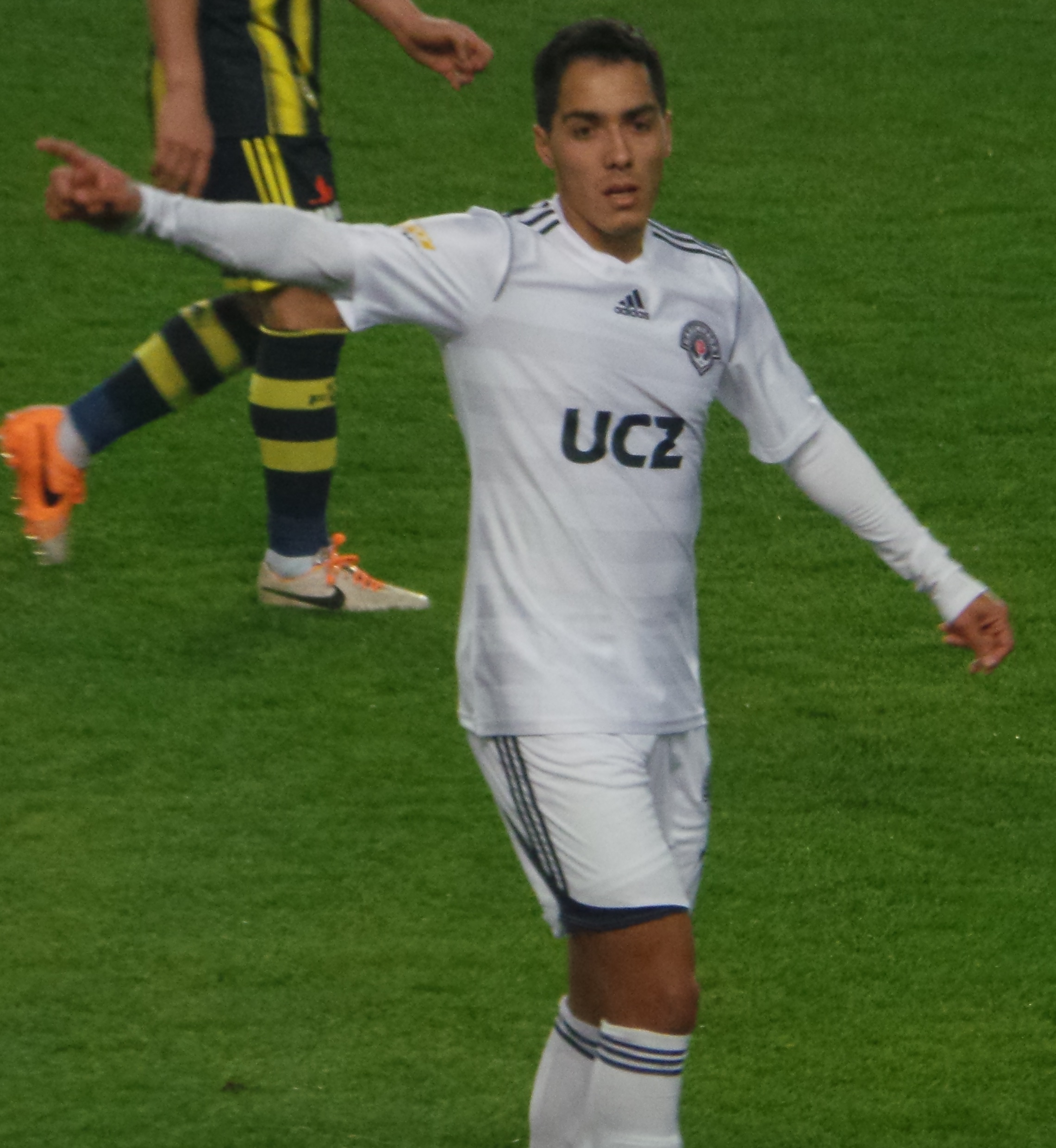
Скарионе в составе «Касымпаша»

Скарионе начал карьеру в клубе «Бока Хуниорс». 13 февраля 2005 года в матче против «Лануса» Эсекьель дебютировал в аргентинской Примере. Из-за высокой конкуренции за первые два сезона он всего несколько раз появился на поле. В 2004 году для получения игровой практики Эсекьель перешёл в эквадорский «Депортиво Куэнка». За два сезона в эквадорской Серии A, он провёл 23 матча и забил 8 голов. В 2006 году Скарионе перешёл в швейцарский «Тун». По итогам второго сезона клуб вылетел из швейцарской Суперлиги. В 2009 году Эсекьель на правах аренды перешёл в «Люцерн». 4 апреля в матче против «Сьона» он дебютировал за новую команду. 13 июня в поединке против «Лугано» Эсекьель забил свой первый гол за «Люцерн». После возвращения в «Тун» он помог клубу выиграть Челлендж-лигу и вернуться в элиту.
В начале 2011 года Скарионе перешёл в «Санкт-Галлен». Сумма трансфера составила 110 тыс. евро. 27 февраля в матче против своего предыдущего клуба «Тун» он дебютировал за новую команду. 20 апреля в поединке против «Грассхоппера» Эсекьель забил свой первый гол за «Санкт-Галлен». По итогам сезона клуб вылетел в Челлендж-лигу. Скарионе остался в команде и по итогам сезона, забив 15 мячей помог «Санкт-Галлену» вернуться в элиту. В сезоне 2012/2013 он стал лучшим бомбардиром Суперлиги, забив 21 мяч.
Летом 2013 года Эсектель перешёл в турецкий «Касымпаша». Сумма трансфера составила 2,8 млн евро. 17 августа в матче против «Кардемир Карабюкспор» он дебютировал в турецкой Суперлиге. 24 августа в поединке против «Кайсериспора» Скарионе забил свой первый гол за «Касымпашу», реализовав пенальти. В своём дебютном сезоне Эсекьель забил 16 мячей, став вторым в списке бомбардиров по итогам чемпионата после Аатифа Шаэшуэ. Последующие два года он забивал не менее 10 мячей за сезон. 15 мая 2016 года в матче против «Мерсин Идманюрду» Эсекьель сделал хет-трик.
Летом 2016 года Скарионе перешёл в израильский «Маккаби Тель-Авив». 21 августа в матче против «Хапоэлья Кфар-Сава» он дебютировал в чемпионате Израиля. 28 августа в поединке против «Ашдода» Эсекьель забил свой первый гол за «Маккаби». 20 октября в поединке Лиги Европы против нидерландского АЗ Скарионе забил гол.
Летом 2017 года Скарионе подписал контракт с «Гёзтепе». 12 августа в матче против «Фенербахче» он дебютировал за новый клуб. В этом же поединке Эсекиель забил свой первый гол за «Гёзтепе».

## Достижения
Индивидуальные
- Лучший бомбардир швейцарской Суперлиги (21 мяч) — 2012/2013